# لاري مونرو
لاري مونرو (بالإنجليزية: Larry Monroe)‏ هو لاعب كرة قاعدة أمريكي، ولد في 20 يونيو 1956 في ديترويت في الولايات المتحدة.

## وصلات خارجية
- لاري مونرو على موقعبيزبول رفرنس.كوم (الدوري الرئيسي) (الإنجليزية)
- لاري مونرو على موقعبيزبول رفرنس.كوم (الدوري الثانوي) (الإنجليزية)